# Freedom Air
Pour les articles homonymes, voir FOM.

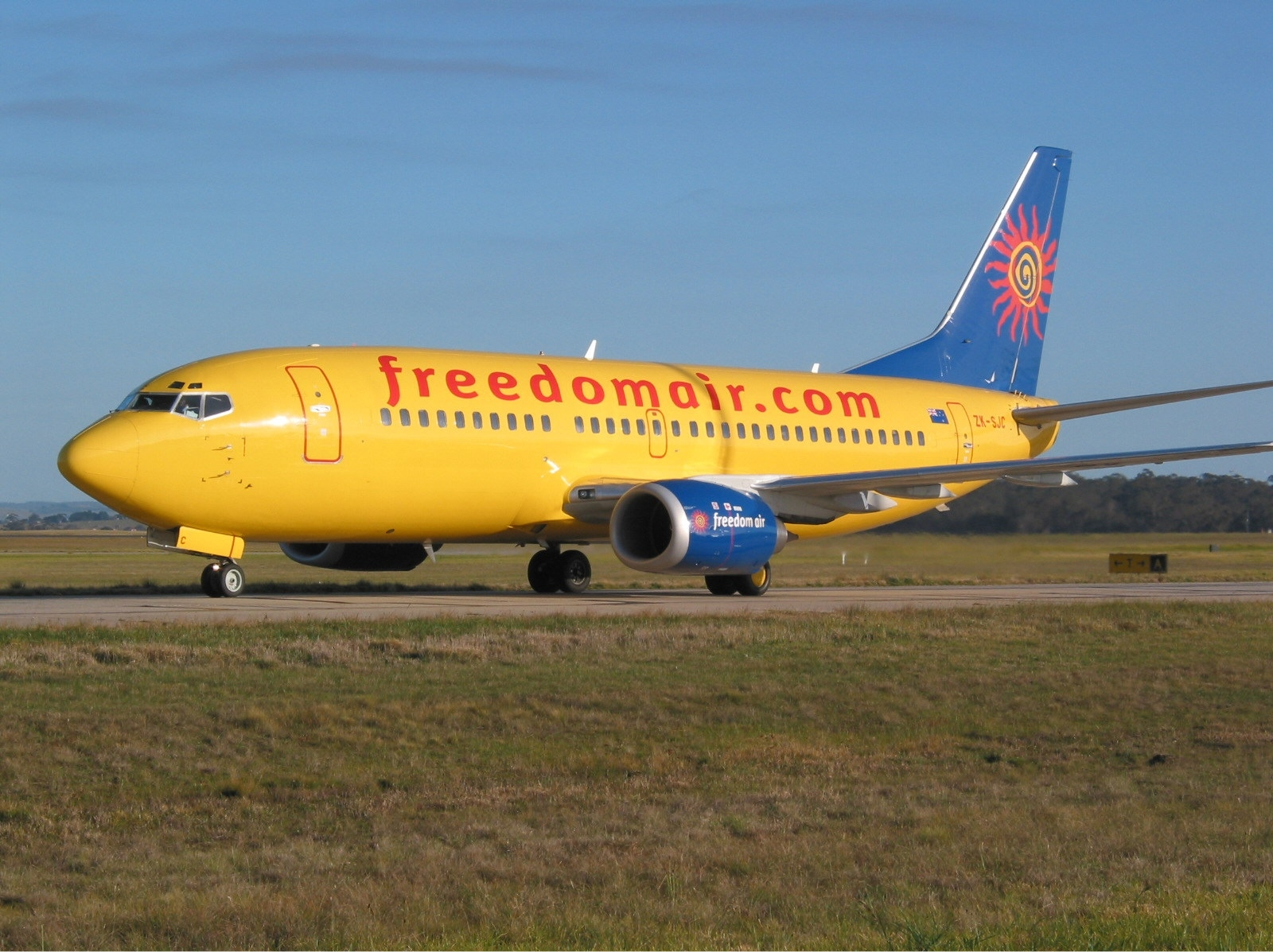
Un Boeing 737-300 de la Freedom Air à l'aéroport de Melbourne (2002).

Freedom Air (Code AITA : SJ ; code OACI : FOM) était une compagnie aérienne néo-zélandaise à bas coûts.